# Paul-Marie-André Richaud
Paul-Marie-André Richaud (16 de abril de 1887 - 5 de fevereiro de 1968) foi um cardeal francês da Igreja Católica Romana . Ele foi arcebispo de Bordeaux desde 1950 até sua morte, e foi elevado ao cardinalato em 1958.

## Biografia
Paul Richaud nasceu em Versalhes e assistiu ao seminário maior antes de ir a Roma para estudar na Pontifícia Universidade Gregoriana. Ordenado ao sacerdócio em 28 de Junho de 1913, que, em seguida, terminou seus estudos em 1915 na Pontifícia Universidade São Tomás de Aquino, Angelicum, onde obteve um doutorado em filosofia. Richaud fez o trabalho pastoral em Versalhes até 1931, quando se tornou seu Vigário Geral e Vice-Assistente Geral da Ação Católica Francesa.
Em 19 de dezembro de 1933, Richaud foi nomeado Bispo auxiliar de Versalhes e Bispo Titular de Irenopolis em Isauria pelo Papa Pio XI. Ele recebeu sua consagração episcopal em 25 de janeiro de 1934 do Bispo Benjamin Roland-Gosselin, com os Bispos Pierre-Marie Gerlier e Georges Louis. Richaud foi posteriormente nomeado Bispo de Laval em 27 de julho de 1938 e Bordeaux em 10 de fevereiro de 1950.
O Papa João XXIII criou-o Cardeal-presbítero de Santos Ciríaco e Julita no consistório de 15 de dezembro de 1958. Durante seu mandato em Bordeaux, Richaud expandiu as escolas paroquiais e deu aos leigos um papel mais proeminente. Ele participou do Concílio Vaticano II de 1962 a 1965, e foi um dos cardeais eleitores que participaram do Conclave de 1963 que selecionou o Papa Paulo VI.
O cardeal morreu de uma doença de fígado em Bordeaux, aos 80 anos. Ele está enterrado na Catedral de Bordeaux.
Ele encorajou muito o Escotismo na França.